# Agapornis roseicollis
L'inseparabile facciarosa, noto anche come inseparabile dal collo rosa o piccioncino dalla faccia rosea, (Agapornis roseicollis Vieillot, 1818) è un uccello della famiglia Psittaculidae. È una specie di piccolo pappagallo inseparabile originaria delle regioni aride dell'Africa Sud-Occidentale.
Gli inseparabili facciarosa sono uccellini socievoli che spesso si riuniscono in piccoli gruppi in natura. La loro colorazione può variare ampiamente tra le popolazioni, risultando identici tra i maschi e le femmine, quindi mancando di dimorfismo sessuale. Cinguettanti e costanti, sono conosciuti per la loro posizione di sonno in cui si siedono fianco a fianco e girano il muso l'uno verso l'altro. Questi uccellini sono molto comuni tra gli animali domestici, risultando la specie di inseparabile più allevata.

## Distribuzione e habitat

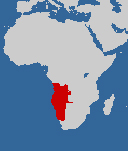

Il suo territorio si estende in Angola, Namibia e Sudafrica, abitando nelle zone aride e aperte.
Vive fino a 1.600 metri al di sopra del livello del mare, in boschi di latifoglie, savane, zone semidesertiche e quelle montuose. Predilige zone con alberi e fonti d'acqua (ama l'acqua più di tutti gli altri agapornidi). Alcuni vivono sui cactus e altri frequentano mangiatoie in stormi.
Le fughe dalla cattività sono frequenti in molte parti del mondo. In Arizona (nota per le sue temperature elevate) sono stati osservati esemplari selvatici appollaiarsi in gran numero sulle prese d'aria dei condizionatori per mantenersi freschi.

## Descrizione

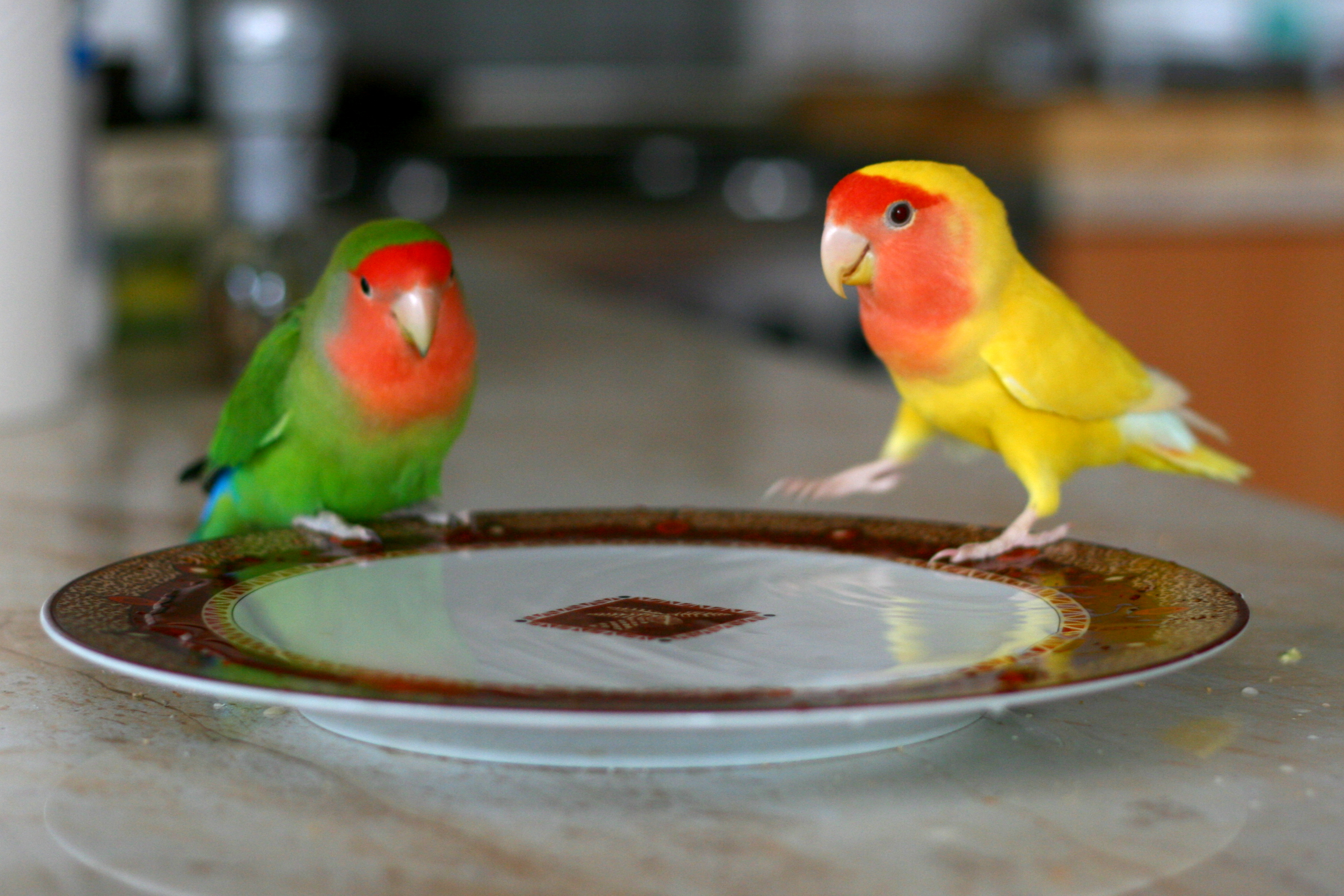
Differenze di colore tra un ancestrale (sinistra) e un Lutino peach-faced (destra)

È un pappagallo compatto e forte, ma abbastanza piccolo. Un esemplare adulto medio è lungo 17-18 centimetri, con una lunghezza media delle ali di 10,6 centimetri e 4,4-5,2 centimetri di coda. Il suo peso si aggira intorno ai 50-60 grammi.
Ha piumaggio base di un bel color verde, la maschera è di un rosso intenso con uno stacco netto tra verde e rosso sulla fronte mentre sul petto sfuma in rosso sulla gola, le remiganti (penne utilizzate per il volo) sono nere con il vessillo esterno verde, le timoniere hanno un particolare disegno circolare rosso, nero, verde e azzurro, il codrione è blu, gli occhi sono contornati da una fine striscia di piumette bianche, il becco è giallo verdastro, zampe grigio verdastre con unghie grigio scure.
Oltre che nella colorazione ancestrale è presente in varie mutazioni di colore così diffuse che nelle mostre sono previste categorie per Roseicollis singoli o in gruppo. Una di queste mutazioni è il piumaggio del corpo di colore giallo (Lutino), ma ne esistono molte altre.
I pulcini hanno un becco con una base nera ma dopo i 60 giorni di imbecco scompare.

## Sistematica
L'Agapornis roseicollis ha due sottospecie:
- Agapornis roseicollis roseicollis (Vieillot, 1818) - diffusa in Namibia e Sudafrica
- Agapornis roseicollis catumbella B.P.Hall, 1952 - endemica dell'Angola

## Biologia

### Comportamento
Gli inseparabili facciarosa emettono vari richiami aspri e striduli.

### Alimentazione
Si nutre principalmente di semi e bacche.

### Riproduzione

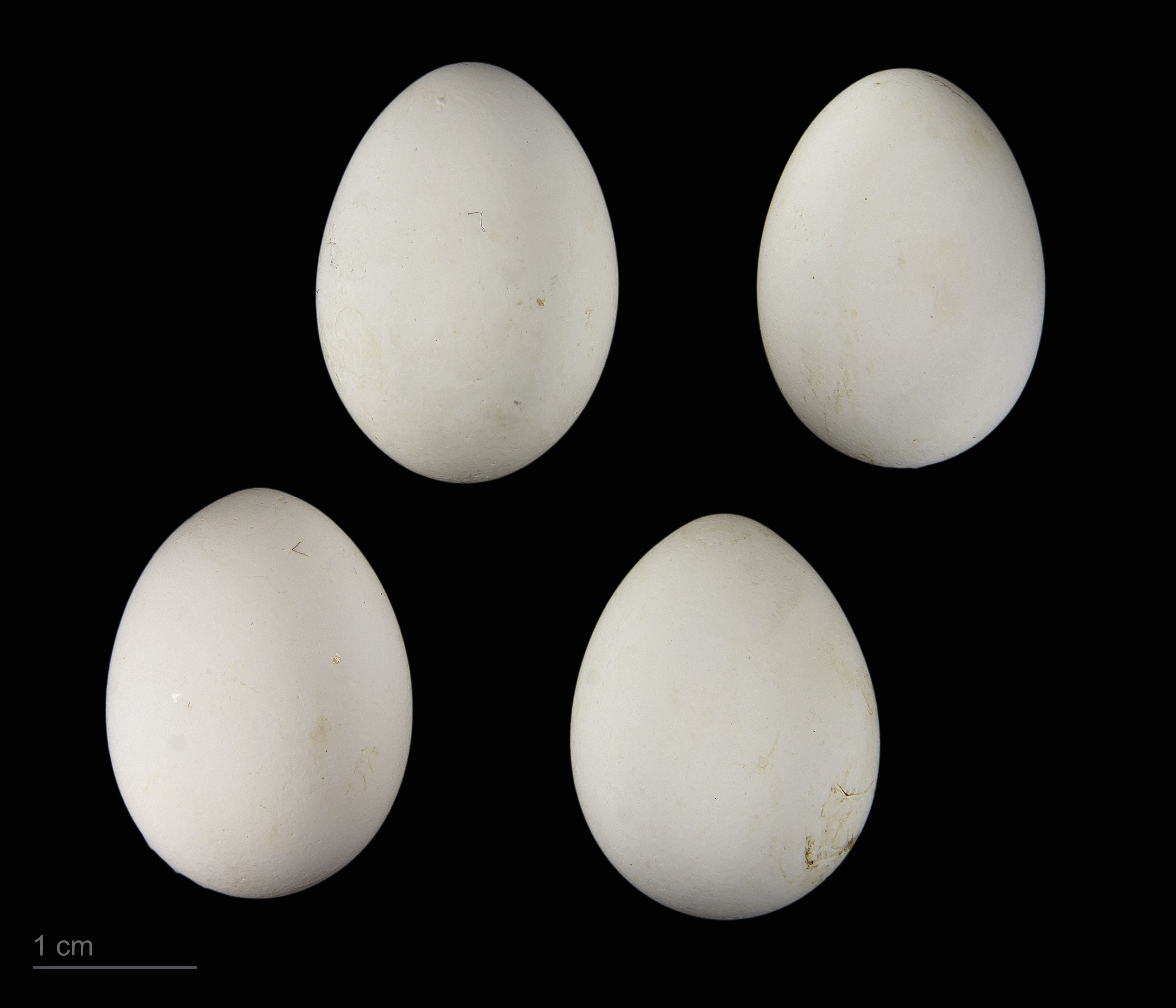
Agapornis roseicollis

I roseicollis non presentano dimorfismo sessuale, quindi per individuare il loro sesso, bisogna affidarsi a metodi come il sessaggio endoscopico (molto invasivo), e il sessaggio molecolare che consiste nell'esame del DNA estratto dalle piume. Dopo aver ultimato la preparazione del nido la femmina depone da 2 a 6 uova a giorni alterni ed inizia a covare dal 2º uovo, proprio per garantire la coppia, le cova aiutata dal compagno per un periodo che varia dai 18 ai 29 giorni. I piccoli escono dal nido intorno al 45º giorno di vita, rimangono con i genitori ancora per 10-15 giorni durante i quali imparano a mangiare ed abbeverarsi.

### Avicoltura
Sono uno dei pappagalli più comuni in cattività, a causa delle loro dimensioni contenute e della relativa facilità di cura e allevamento. Vengono tenuti da soli o in coppia, ma, a causa delle loro esigenze sociali, è meglio tenerli in coppia. Possono essere aggressivi e tendono a legarsi facilmente al proprietario, e potrebbero non andare d'accordo con altre persone o animali domestici. Due esemplari potrebbero anche non andare d'accordo. Questi uccellini, essendo molto socievoli e curiosi, richiedono esercizio quotidiano.